# Media heroniana

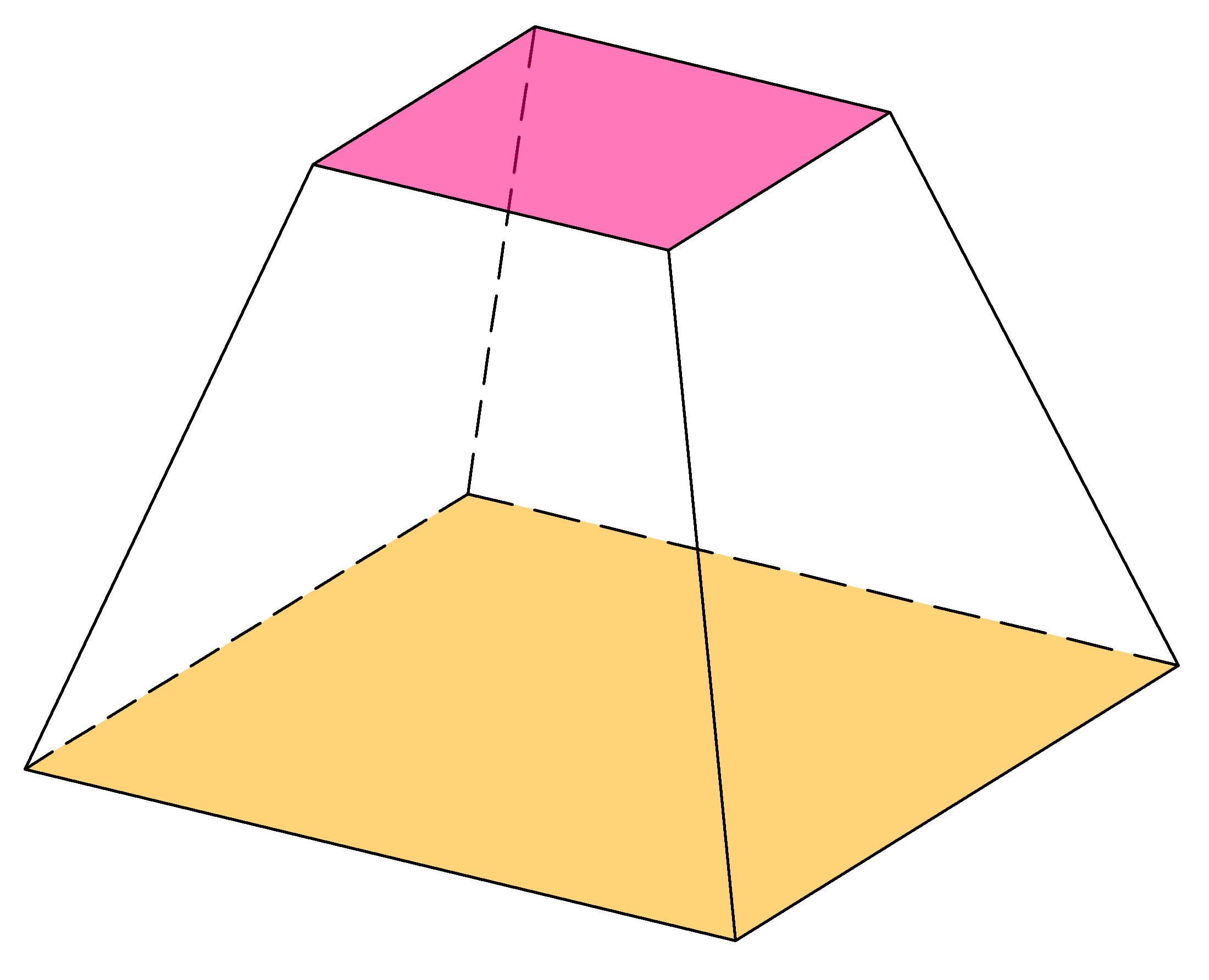
Un tronco de una pirámide de base cuadrada, con un volumen igual a la altura multiplicada por la media heroniana de las bases cuadradas

En matemáticas, la media heroniana H de dos números reales no negativos A y B se expresa como:
{\displaystyle H={\frac {1}{3}}(A+{\sqrt {AB}}+B)\,.}
Recibe su nombre de Herón de Alejandría, y se usa para calcular el volumen de un tronco de pirámide o de cono. El volumen es igual al producto de la altura del tronco por la media heroniana de las áreas de las dos caras paralelas que forman sus bases.
La media heroriana de dos números A y B es una media ponderada de su media aritmética y su media geométrica:
{\displaystyle H={\frac {2}{3}}\cdot {\frac {A+B}{2}}+{\frac {1}{3}}\cdot {\sqrt {AB}}\,.}

## Aplicación en geometría
La media heroniana se puede utilizar para encontrar el volumen de un tronco de una pirámide o cono. El volumen es igual al producto de la altura del tronco y de la media heroniana de las áreas de las caras paralelas opuestas.